# Giovanni Boccamazza
Giovanni Boccamazza, o Boccamiti (Roma, metà del XIII secolo – Avignone, 10 agosto 1309), è stato un cardinale e arcivescovo cattolico italiano.

## Biografia
Nacque a Roma da una famiglia che ancora a metà secolo XIII apparteneva alla aristocrazia minore di Roma legata all'esercizio delle cariche municipali imparentata con le famiglie Savelli, la famiglia di papa Onorio IV (1285-1287) e Capocci. La sua ricchezza, soprattutto dopo l'ascesa al cardinalato, fu inestimabile come altrettanto inestimablile fu il suo prodigarsi in opere buone con donazioni ed elemosine.
La sua carriera ecclesiastica, pur priva di un'autentica vocazione spirituale, proseguì in maniera spedita: fu rettore della chiesa di San Fortunato a Sens, nel 1278 fu eletto arcivescovo di Monreale in Sicilia e il 22 dicembre 1285 fu creato cardinale vescovo di Frascati dallo zio Onorio IV. Ben presto fu notata la sua grandissima abilità diplomatica e fu inviato in missione in Boemia, in Danimarca, in Polonia, in Svezia e in Germania dove, alla presenza degli arcivescovi di Magonza, Colonia e Vienne, presiedette al Sinodo di Würzburg.
Partecipò a ben cinque conclavi:
- quello del 1287-1288, che elesse papa Niccolò IV (1288-1292);
- quello del 1292-1294, che elesse papa Celestino V (1294);
- quello del 1294, che elesse papa Bonifacio VIII (1294-1303);
- quello del 1303, che elesse papa Benedetto XI (1303-1304)
- quello del 1304-1305, che elesse papa Clemente V (1303-1314).

La sua vita al servizio del papato culminò con la nomina a decano del Sacro Collegio, avvenuta nel 1302. Nel 1309 morì ad Avignone, si dice che nel testamento, conservato in copia nell'Archivio Segreto Vaticano avesse donato decine di feudi e castelli, tra cui Saracinesco nei pressi di Tivoli e Ponticelli nella Sabina ai propri famigliari oltre a numerosi beni della sua notevole fortuna alla Chiesa

## Successione apostolica
La successione apostolica è:
- Arcivescovo Matteo, O.P. (1289)
- Vescovo Hugo de Metaplana (1289)
- Arcivescovo Nils Allesson (1295)
- Vescovo Nicola (1296)
- Arcivescovo Ranuccio, O.F.M. (1299)
- Vescovo Heinrich von Wacholz (1302)
- Vescovo Matteo Eschini, O.E.S.A. (1302)
- Patriarca Pagano della Torre (1302)
- Vescovo Bernardo Lucii, O.S.M.(1302)
- Arcivescovo Maurice MacCarwell (1303)
- Vescovo Giovanni, O.S.B. (1304)
- Vescovo Oluf (1304)